# 瓦赫特施泰因山
48°26′11″N 15°6′47″E / 48.43639°N 15.11306°E

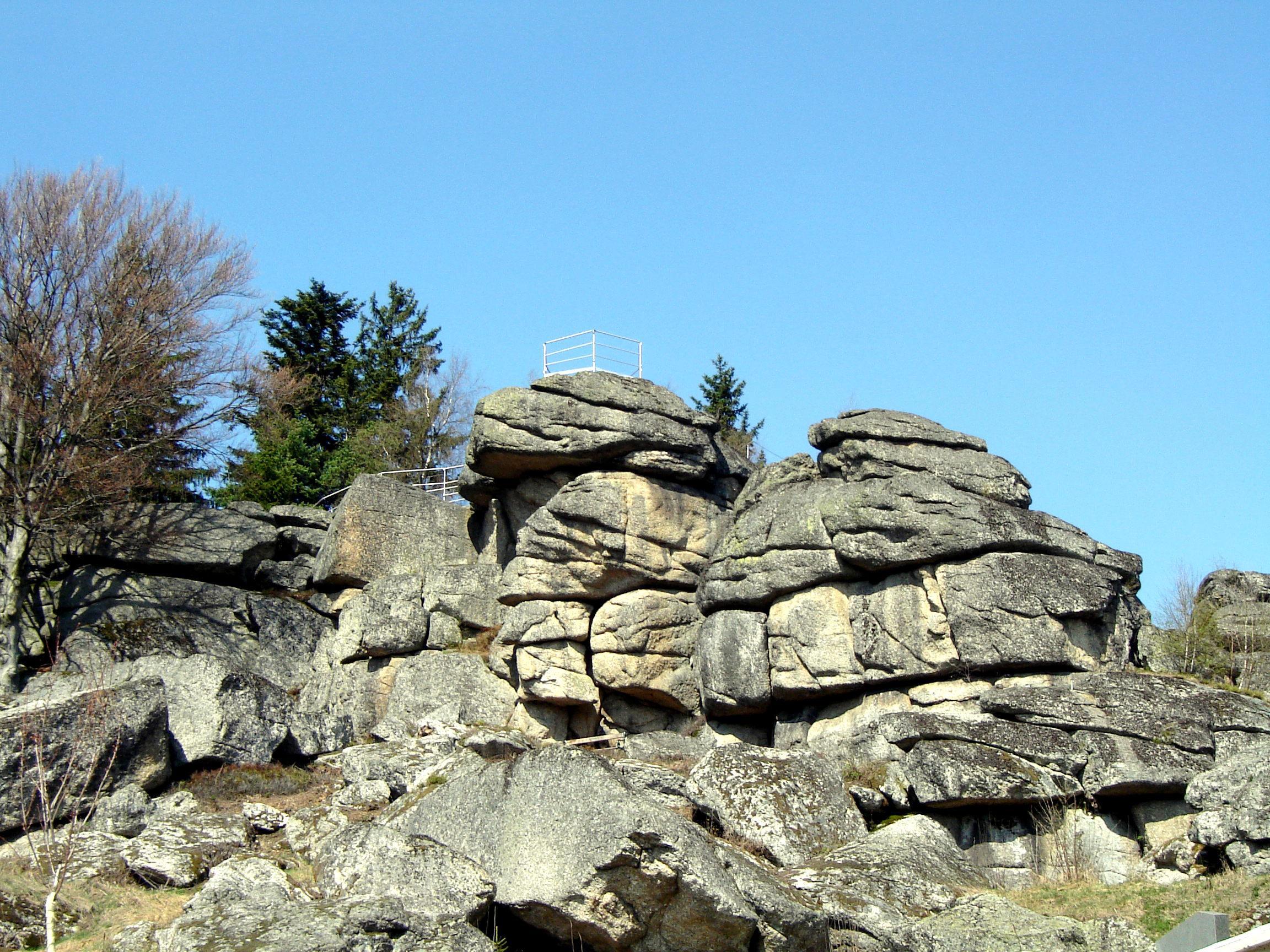

瓦赫特施泰因山（德語：Wachtstein），是奧地利的山峰，位於該國東北部，由下奧地利州負責管轄，屬於波希米亞山的一部分，海拔高度958米，山體由石灰岩組成。